# کامنایا پولیانا
کامنایا پولیانا (انگلیسی: Kamennaya Polyana) یک شهرک در شهرستان بلاگووشچنسکی باشقیرستان کشور روسیه است.